# Chaetomidium fimeti
Chaetomidium fimeti är en svampart som först beskrevs av Karl Wilhelm Gottlieb Leopold Fuckel, och fick sitt nu gällande namn av Friederich Wilhelm Zopf 1882. Chaetomidium fimeti ingår i släktet Chaetomidium och familjen Chaetomiaceae.   Inga underarter finns listade i Catalogue of Life.